# Décès en janvier 1995
Décès
- 1991
- 1992
- 1993
- 1994
- 1995
- 1996
- 1997
- 1998
- 1999

Pour une information complémentaire, voir la page d'aide.

| Date       | Nom                                | Activités                                                                     | Âge | Source |
| ---------- | ---------------------------------- | ----------------------------------------------------------------------------- | --- | ------ |
| 2 janvier  | Mohamed Siad Barre                 | ancien président de la Somalie                                                | 75  |        |
| 2 janvier  | Graham Sharp                       | patineur artistique britannique                                               | 77  |        |
| 5 janvier  | Francis Lopez                      | compositeur français                                                          | 78  |        |
| 6 janvier  | Piru Gaínza                        | Footballeur international espagnol devenu entraîneur                          | 72  |        |
| 8 janvier  | Carlos Monzon                      | boxeur argentin                                                               | 52  |        |
| 9 janvier  | Maurice Albe                       | peintre, graveur et sculpteur français                                        | 94  |        |
| 9 janvier  | Peter Cook                         | acteur britannique                                                            | 57  |        |
| 10 janvier | Arthur Ruysschaert                 | joueur et entraîneur de football belge                                        | 84  | (nl)   |
| 10 janvier | Alexandre Serebriakoff             | peintre, aquarelliste et décorateur russe puis français                       | 87  |        |
| 11 janvier | Peter Pratt                        | acteur britannique                                                            | 71  | (en)   |
| 13 janvier | Max Harris                         | poète australien                                                              | 73  |        |
| 16 janvier | Bill Dillard                       | joueur de trompette, acteur et chanteur américain                             | 83  |        |
| 17 janvier | Roland Tylipski                    | footballeur français                                                          | 75  |        |
| 18 janvier | Roger Gilson                       | coureur cycliste luxembourgeois                                               | 47  |        |
| 18 janvier | Félix De Boeck                     | peintre belge                                                                 | 97  |        |
| 19 janvier | Édith Alauze                       | athlète et footballeuse française                                             | 86  |        |
| 21 janvier | Philippe Casado                    | coureur cycliste français                                                     | 30  |        |
| 22 janvier | Rose Kennedy                       | épouse de Joseph Patrick Kennedy et mère du président John Fitzgerald Kennedy | 104 |        |
| 25 janvier | John Dmith                         | acteur américain                                                              | 63  |        |
| 25 janvier | Anne Catherine Hof Blinks          | botaniste américaine                                                          | 91  |        |
| 26 janvier | Marcel Bidot                       | coureur cycliste français                                                     | 92  |        |
| 30 janvier | Marcel Bidot                       | coureur cycliste français                                                     | 92  |        |
| 31 janvier | Meyer Lazar (né Marcel Lazarovici) | peintre français                                                              | 71  |        |
| 31 janvier | Gabriel Isal                       | footballeur espagnol                                                          | 71  | (es)   |